# Weak G-band star
Weak G-band stars gehören zur Gruppe der chemisch pekuliären Sterne. Es handelt sich um gelbe Riesen der Spektralklasse G oder K mit einer schwachen oder nicht nachweisbaren Fraunhoferlinie G bei 4300 Ångström. Das schwache G-Band ist eine Folge einer Unterhäufigkeit des Kohlenstoffs, die bei chemisch normalen gelben Riesen die Banden des CH bilden. Daneben zeigen die Weak G-band stars ein ungewöhnliches Verhältnis der Kohlenstoffisotope 12C/13C und eine hohe Häufigkeit an Lithium.
Die Weak G-band stars sind nicht Bestandteile von Doppelsternsystemen wie die Bariumsterne, weshalb ein Massentransfer zwischen den Komponenten als Ursache der ungewöhnlichen chemischen Zusammensetzung ausgeschlossen wird. Die Sterne sind recht metallarm und scheinen über eine ungewöhnlich hohe Masse von 2,5 bis 5 Sonnenmassen zu verfügen. Nach Simulationsrechnungen könnte es sich bei den heliumbrennenden Riesen um ehemals schnell rotierende Hauptreihensterne handeln, die aufgrund einer starken Durchmischung chemisch sich anders entwickelt haben, da sie länger im Zustand des Kern-Wasserstoffbrennens verbleiben.

## Beispiele
- HD 165634
- HD 26575
- HD 36552